# کاپوتوپولا
کاپوتوپولا (به لاتین: Kaputupola) یک منطقهٔ مسکونی در سری‌لانکا است که در استان مرکزی (سری‌لانکا) واقع شده‌است.